# Elektryczny Węgorz
Elektryczny Węgorz, właśc. Paweł Krawczyk – polski muzyk wokalista, tekściarz oraz producent muzyczny.

## Życiorys
Swoją działalność muzyczną zaczął w 1999, kiedy jako Inspektor Gadżet razem z kolegą Kodziro założyli projekt muzyczny „NANKATSU”. Wydali wyłącznie jedną kasetę Gotuj makaron.
W 2002 Paweł Krawczyk zaczął tworzyć muzykę samemu. Przybrał wówczas pseudonim Elektryczny Węgorz, który miał być zainspirowany tekstem jednej z piosenek hip-hopowego zespołu Nagły Atak Spawacza.
Pierwszy koncert dał w 2006 podczas Festiwalu Electro w łódzkim klubie Demode. Jego organizatorem był Grzegorz Fajngold, klawiszowiec punkrockowego zespołu 19 Wiosen.
Muzyk współpracował również z twórczynią filmów animowanych Balbiną Bruszewską, która wykorzystała piosenki i postać Elektrycznego Węgorza w swoim debiucie Miasto płynie z 2009. Artyści również wspólnie nakręcili teledysk do piosenki Nie wycinaj drzew, który odnosił się do protestów sprzeciwiających się poprowadzeniu drogi krajowej przez Obszar Chronionego Krajobrazu Dolina Rospudy. Nagrali także teledysk do piosenki Uszatek, będącej protestem przeciwko likwidacji łódzkiego studia Se-ma-for.
W 2008 jego piosenka Jestem Komiksowy promowała 19. Międzynarodowy Festiwal Komiksu i Gier w Łodzi. W 2010 otrzymał nagrodę Punkt dla Łodzi, w kategorii Twórcze Szaleństwo za „Autentycznie alternatywną twórczość”.
Od 2012 podczas występów towarzyszy mu Łukasz z Bałut (właśc. Łukasz Cieślak) – muzyk, animator kultury, podróżnik, fotograf i archiwista Bałut. Pełni rolę drugiego wokalisty, a także tworzy wraz z nim kolektyw „Moja w tym głowa”.
W 2019 jako Sowi.Cie wydał instrumentalny album Wyjazd z wody.

## Dyskografia

### Jako Elektryczny Węgorz

#### Albumy studyjne
- Szukam pracy (2002)
- Grzybiczne motyle (2003)
- Dymią kominy (2004)
- Pijane miasto (2004)
- Pieśni okolicznościowe (2005)
- DPH (2006)
- Transformers (2008)
- Uwolnić Węgorza (2010)
- Wieloryb (2012)
- Nad Jeziorem (2015)
- Bal na dnie morza (2019)

#### Minialbumy
- Super-bohaterowie (2008)

### Jako Sowi.Cie
- Wyjazd z wody (2019)

### Razem z NANKATSU
- Gotuj makaron (1999)